# Grab
Grab (ex GrabTaxi) è un'azienda di Singapore nata nel 2012 che offre "ride-hailing" (trasporto a pagamento su richiesta) e servizi di logistica attraverso applicazioni per dispositivi mobili: opera nei paesi asiatici di Singapore, Malaysia, Cambogia, Indonesia, Myanmar, Filippine, Thailandia, Vietnam e Giappone. È la prima start-up del sud-est asiatico ad essere etichettata come "decacorn", cioè una start-up con una valutazione di oltre 10 miliardi di dollari.
L'azienda è anche la proprietaria del servizio OpenStreetView chiamato KartaView dal novembre 2020.
L'ex banchiere di Lehman-Brothers, John Chua, è responsabile della finanza aziendale.

## Storia
L'idea di creare un'app mobile per la prenotazione di taxi per il sud-est asiatico, simile a quelle utilizzate negli Stati Uniti, è venuta per la prima volta ad Anthony Tan (陈炳耀, Chen Bingyao) mentre studiava alla Harvard Business School. Tan, motivato a rendere più sicuri i viaggi in taxi in Malesia, ha lanciato nel 2012 l'app My Teksi insieme a Tan Hooi Ling, un altro laureato di Harvard. MyTeksi è stata avviata con una sovvenzione iniziale di $25.000 dalla Harvard Business School e dal capitale personale di Anthony Tan. Nel 2014 Grab ha spostato la sede aziendale dalla Malesia a Singapore.
GrabTaxi si è esteso nelle Filippine nell'agosto 2013 e a Singapore e in Thailandia nell'ottobre dello stesso anno.
Nel gennaio 2016, GrabTaxi è stato rinominato "Grab", che comprende tutti i prodotti dell'azienda: GrabCar (auto private), GrabBike (taxi moto), GrabHitch (carsharing) e GrabExpress (consegna ultimo miglio) insieme a un logo ridisegnato. Nell'ottobre 2016, Grab ha aggiunto una funzionalità di messaggistica istantanea in-app, chiamata GrabChat, per consentire una comunicazione semplice tra utenti e conducenti. GrabChat traduce i messaggi in tempo reale quando il conducente e il passeggero usano lingue diverse.
Nel novembre 2016, Grab ha lanciato il servizio di pagamento GrabPay come servizio di pagamento digitale tra commercianti di terze parti, consentendo agli utenti di utilizzare l'app per acquisti al di fuori del ride-hailing. Nel dicembre 2016, viene introdotto GrabShare, che offre servizi di taxi e car sharing.
Nell'aprile 2017, Grab ha ha annunciato l'acquisizione della startup indonesiana di pagamenti online Kudo. La piattaforma Kudo è stata integrata con il sistema di pagamento di Grab ed è stato il primo passo di Grab verso l'espansione dei servizi fintech.
Nel marzo 2018, avviene la fusione con la sezione Uber del sud-est asiatico. Come parte dell'acquisizione, Grab ha rilevato le attività e le operazioni di Uber, incluso UberEats, che ha portato all'espansione di Grab nei servizi di consegna a domicilio. Uber detiene comunque una partecipazione del 28% in Grab. Contestualmente nello stesso periodo viene anche lanciato il servizio di noleggio eScooter, GrabWheels.
Nel febbraio 2020, Grab ha lanciato a Singapore GrabCare, un servizio specifico per gli operatori sanitari, fornendo per il Tan Tock Seng Hospital e il Centro nazionale per le malattie infettive servizi 24 ore su 24. Ciò è avvenuto dopo alcune segnalazioni di discriminazione a causa della pandemia di COVID-19, che ha reso difficile per gli operatori sanitari ottenere corse. Il servizio è stato poi esteso anche ad altri ospedali di Singapore.
Il 4 dicembre 2020, è stato annunciato che il consorzio tra Grab e Singapore Telecommunications ha ottenuto una licenza bancaria digitale a Singapore.